# Rue Sibour
Pour les articles homonymes, voir Sibour.
La rue Sibour est une voie du 10e arrondissement de Paris, en France.

## Situation et accès
La rue Sibour est une voie publique située dans le 10e arrondissement de Paris. Elle débute au 121, rue du Faubourg-Saint-Martin et se termine au 70, boulevard de Strasbourg.

## Origine du nom

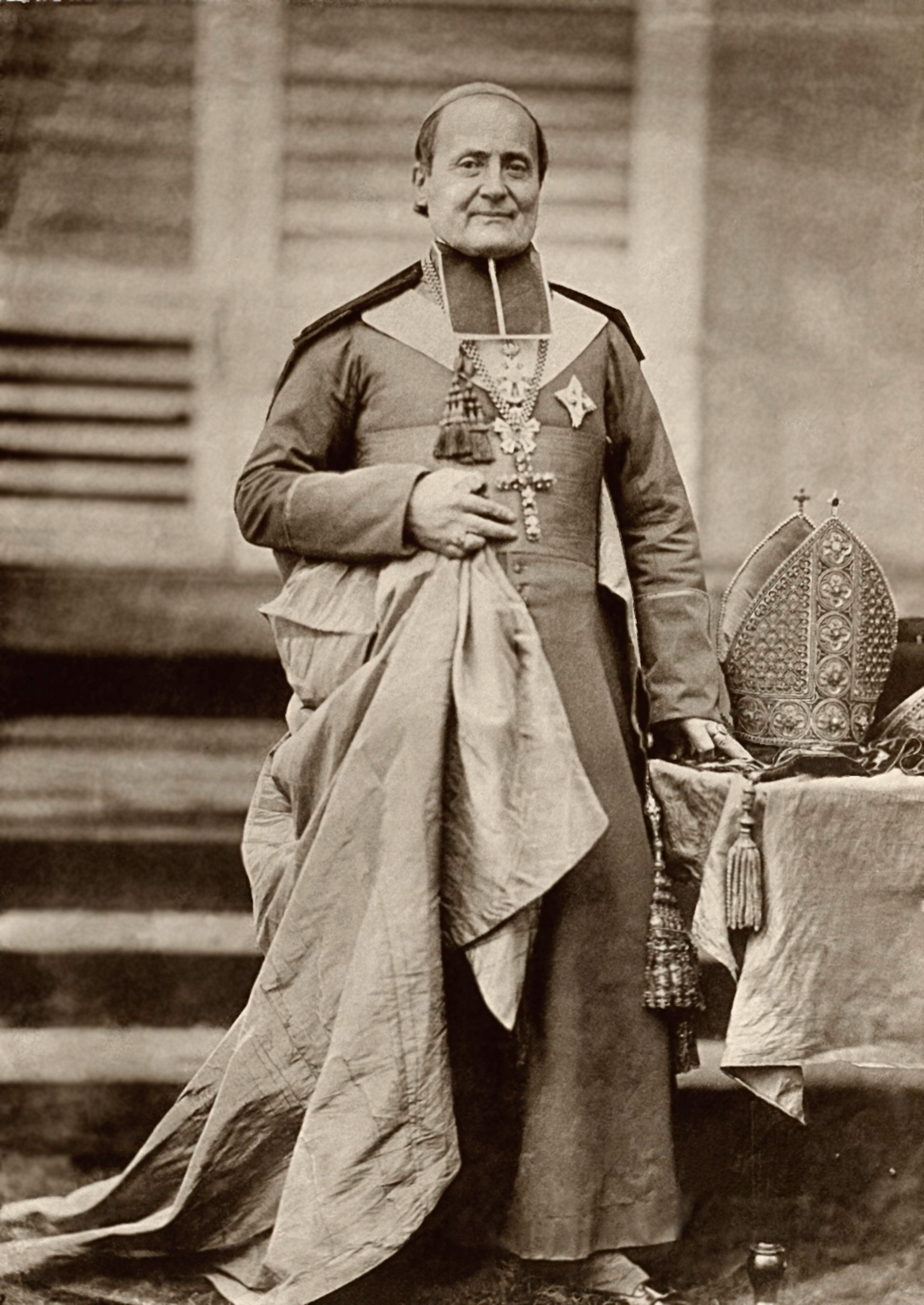
Marie Dominique Auguste Sibour.

Elle porte le nom de l'archevêque de Paris Marie Dominique Auguste Sibour (1792-1857), en raison du voisinage de l'église Saint-Laurent.

## Historique
La rue constituait autrefois un tronçon de la rue de la Fidélité dont elle a été détachée par décret du 2 octobre 1865. Elle traverse l’emplacement du cimetière de l’église Saint-Laurent.